# West Haven (Utah)
West Haven ist eine Stadt im Weber County des US-Bundesstaates Utah. Die Stadt ist Teil der Metropolregion Ogden-Clearfield. Das U.S. Census Bureau hat bei der Volkszählung 2020 eine Einwohnerzahl von 16.739 ermittelt.

## Geografie
West Haven liegt etwa 56 km nördlich von Salt Lake City, westlich der Wasatch Mountains im Norden Utahs. Der Zusammenfluss der Flüsse Weber und Ogden befindet sich innerhalb des nordöstlichen Teils der Stadt. Die Stadt grenzt im Osten an Ogden, im Süden an Roy, im Westen an Hooper und im Norden an Marriott-Slaterville.

## Geschichte
Die ersten Siedler in dem Gebiet, das später Kanesville werden sollte, kamen im Jahr 1868. Zu dieser Zeit war das Gebiet als Northwest Hooper bekannt. Kanesville wurde nach Thomas L. Kane benannt. Der Name Kanesville wurde angenommen, als dort 1882 erstmals eine Gemeinde der Kirche Jesu Christi der Heiligen der Letzten Tage (LDS) organisiert wurde.
Die Siedlung Wilson wurde im Jahr 1854 gegründet. Sie wurde nach den vier Brüdern Wilson benannt, die 1854 mit der Landwirtschaft in dieser Gegend begannen. Eine Bewässerungsgesellschaft wurde 1879 gegründet und 1882 wurde eine LDS-Gemeinde organisiert.
Am 1. Juli 1991 wurde die Stadt West Haven gegründet, indem die gemeindefreien Gebiete Kanesville und Wilson zusammengelegt wurden.

## Demografie
Nach einer Schätzung von 2019 leben in West Haven 16.109 Menschen. Die Bevölkerung teilt sich auf in 87,0 % nicht-hispanische Weiße, 1,2 % Afroamerikaner, 0,8 % indianischer Abstammung, 0,9 % Asiaten und 1,1 % Sonstige und 1,7 % mit zwei oder mehr Ethnizitäten. Hispanics machten 8,7 % der Bevölkerung aus. Das mittlere Haushaltseinkommen lag 2017 bei 81.652 US-Dollar und die Armutsquote bei 6,0 %.